# Heteropoda tetrica
Espèce
Heteropoda tetrica est une espèce d'araignées aranéomorphes de la famille des Sparassidae.

## Répartition et habitat
On la rencontre dans les zones boisées, voire les forêts tropicales. Elle vit souvent près des humains, parfois même dans les habitations, dans les trous des murs, mais sont tellement discrètes qu'on ne les voit pas, ou qu'on les tolère, car ce sont d'excellentes chasseuses de blattes.

## Description

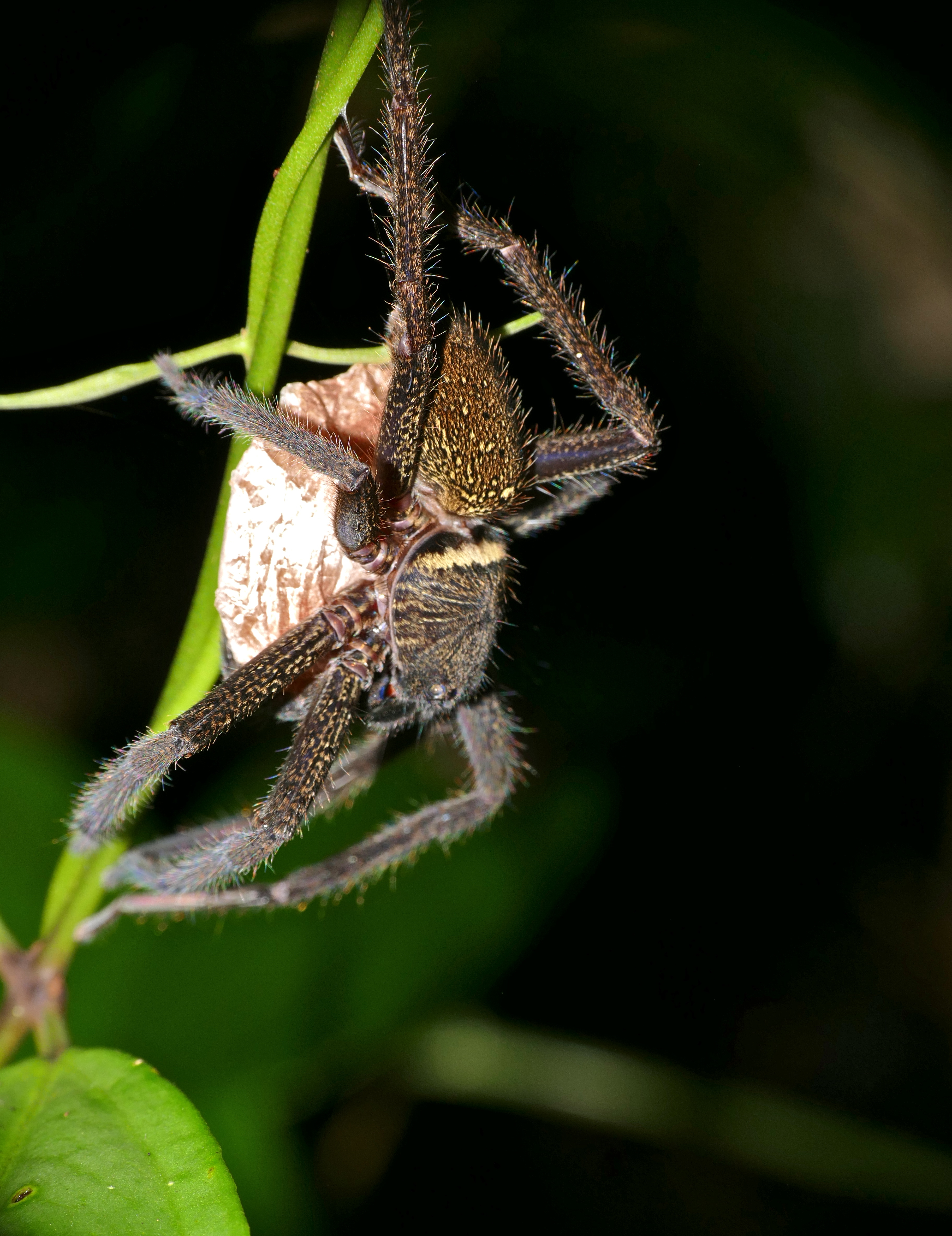
Heteropoda tetrica♀ avec son cocon

Le mâle mesure entre 15 et 20 mm, la femelle entre 25 et 30 mm. Les femelles sont de couleur marron unie, sans motifs, alors que les mâles ont plusieurs dessins noirs sur un corps gris.[réf. nécessaire]

## Systématique
Le nom valide complet (avec auteur) de ce taxon est Heteropoda tetrica Thorell, 1897.